# Giuseppe Basini
Giuseppe Basini, né le 10 février 1947 à Reggio d'Émilie et mort le 9 mai 2025, est un physicien et un homme politique italien, membre du Parti libéral italien. Il est élu député en 2018 sur une liste de la Ligue du Nord dans le Latium.